# جيش الولايات الكونفدرالية
جيش الولايات الكونفدرالية (CSA) (بالإنجليزية: Confederate States Army)‏ هي القوات البرية العسكرية للولايات الكونفدرالية، وقت نشأت الكونفدرالية خلال الحرب الأهلية الأمريكية. في 28 فبراير عام 1861، أسس الكونغرس الكونفدرالي المؤقت جيشا من المتطوعين المؤقتين واعطيت لهم الصلاحيات على العمليات العسكرية والسلطة لحشد القوات الحكومية والمتطوعين للرئيس الكونفدرالي جيفرسون ديفيس، الذي تخرج من الأكاديمية العسكرية الأمريكية والعقيد في فوج المتطوعين خلال الحرب المكسيكية. في مارس 1861، أسس الكونغرس الكونفدرالي المؤقت جيش الولايات الكونفدرالية الدائم.

## معرض صور

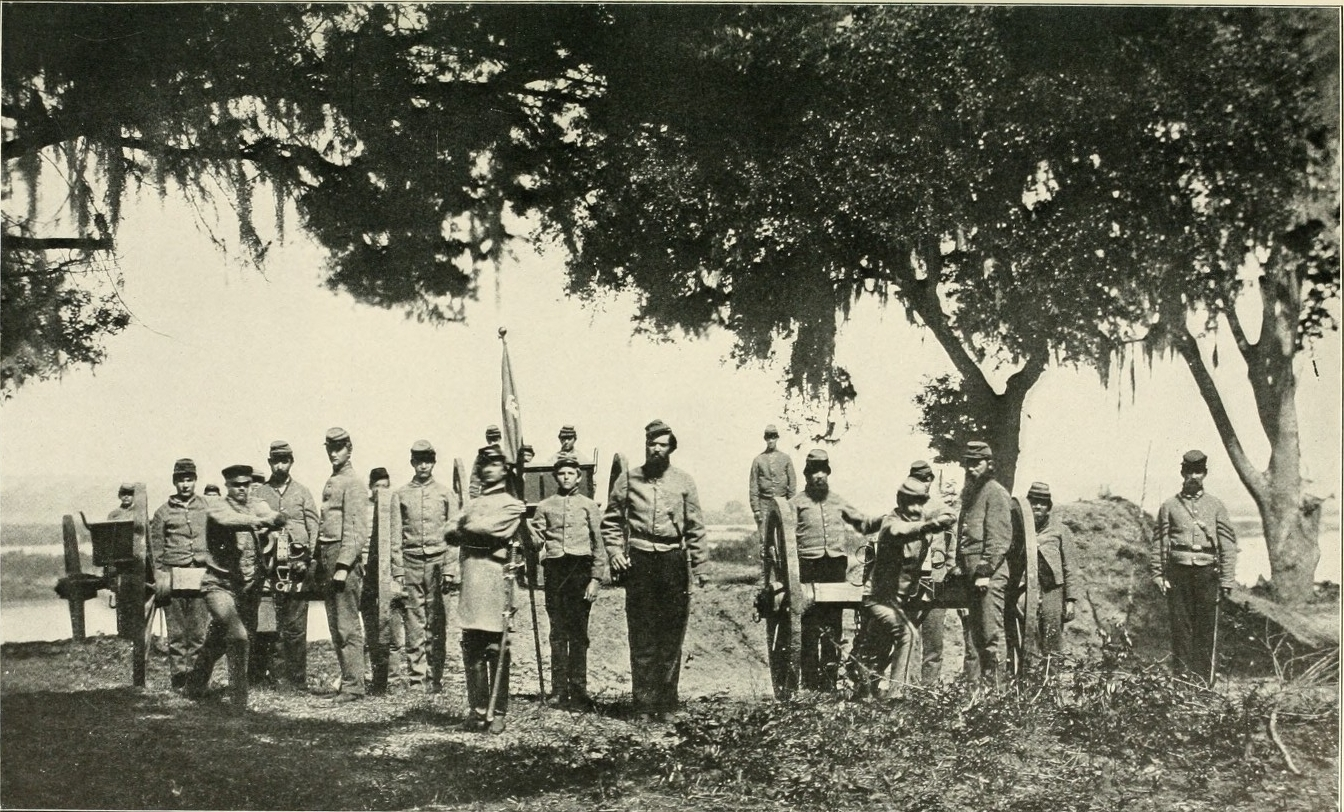
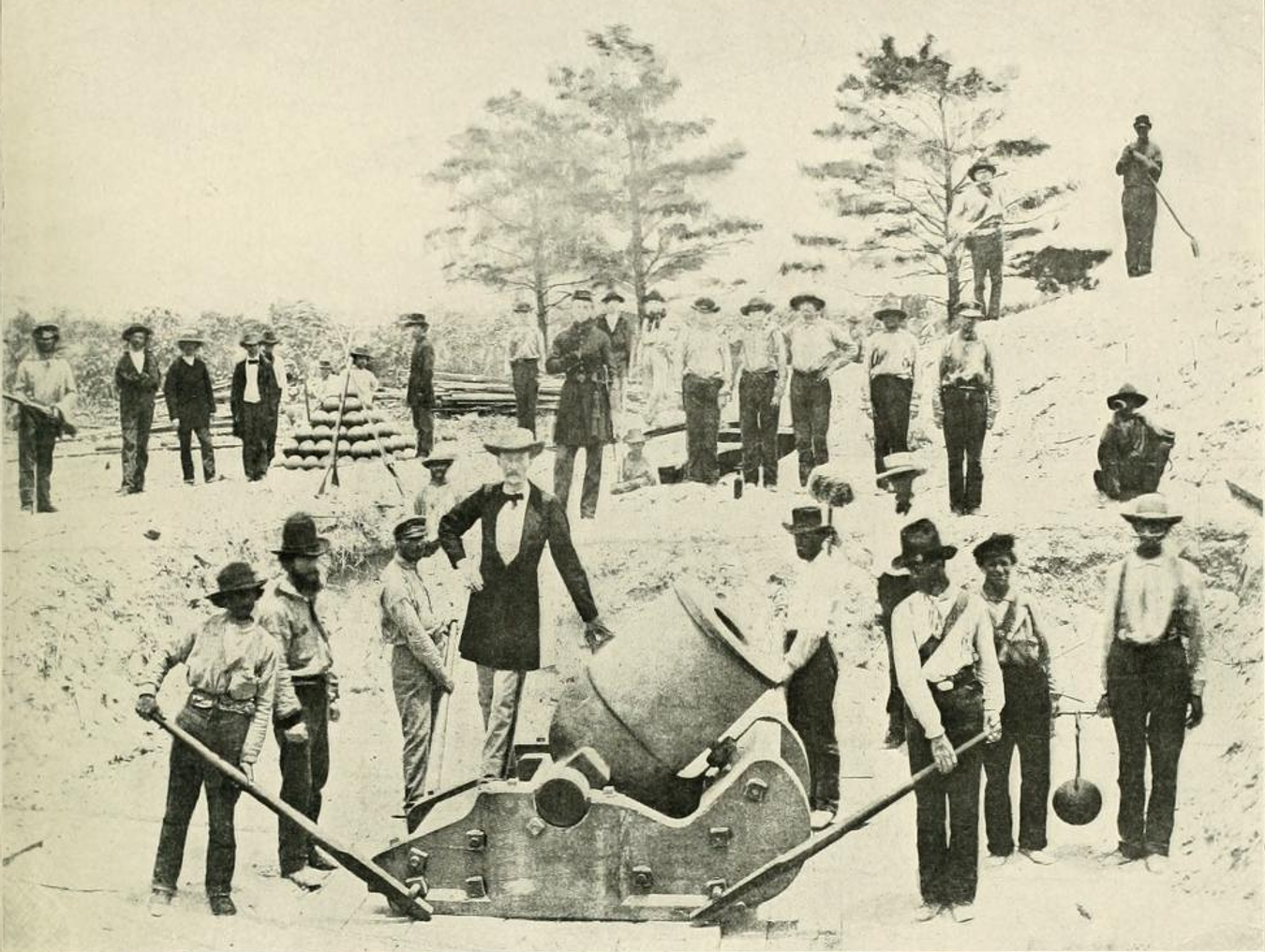
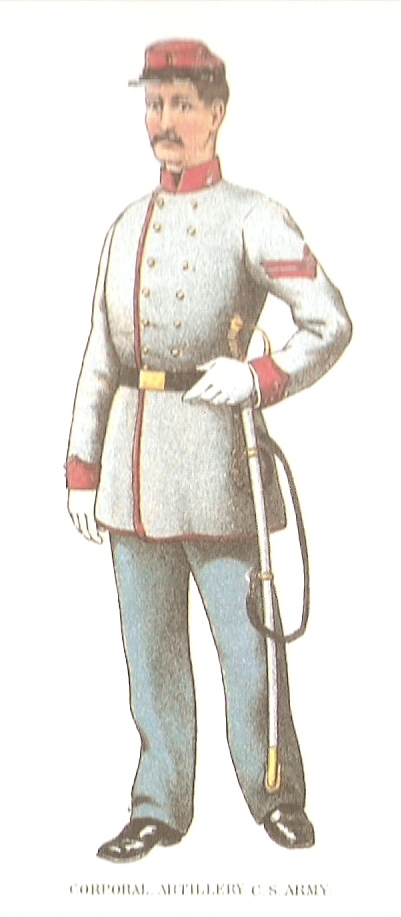